# Margarita Teresa của Tây Ban Nha
Margarita Teresa của Tây Ban Nha (tiếng Tây Ban Nha: Margarita Teresa de España, tiếng Đức: Margarethe Theresia von Spanien; tiếng Anh: Margaret Theresa of Spain; 12 tháng 7 năm 1651 – 12 tháng 3 năm 1673), là Vương nữ Tây Ban Nha, chị gái của Carlos II của Tây Ban Nha, Quốc vương Tây Ban Nha cuối cùng của Vương tộc Habsburgo và là Hoàng hậu La Mã Thần thánh, Vương hậu Hungary và Bohemia thông qua cuộc hôn nhân với Leopold I của Thánh chế La Mã. Margarita Teresa là nhân vật trung tâm trong bức tranh nổi tiếng Las Meninas của Diego Velázquez và là chủ đề trong nhiều bức tranh sau này của ông.

## Những năm đầu đời
Margarita Teresa sinh ngày 12 tháng 7 năm 1651 tại Madrid, là con đầu lòng của Felipe IV của Tây Ban Nha và Maria Anna của Áo. Vốn có quan hệ bác cháu, Maria Anna nhỏ hơn chồng 29 tuổi.
Ông bà nội của Margarita là Felipe III của Tây Ban Nha và Margarete của Áo. Ông bà ngoại của Vương nữ là Ferdinand III của Thánh chế La Mã và María Ana của Tây Ban Nha, con gái của ông bà nội Vương nữ.
Cuộc hôn nhân của cha mẹ Margarita Teresa hoàn toàn được dàn xếp vì lý do chính trị, chủ yếu là sinh ra người thừa kế nam mới cho ngai vàng Tây Ban Nha sau khi Baltasar Carlos của Tây Ban Nha qua đời vào năm 1646. Ngoài Baltasar Carlos, người con duy nhất còn sống trong cuộc hôn nhân đầu tiên của Felipe IV là Vương nữ María Teresa, sau này trở thành vợ của Louis XIV của Pháp. Sau khi Margarita chào đời, từ năm 1655 đến năm 1661, bốn người con nữa (một gái và ba trai) được sinh ra từ cuộc hôn nhân giữa Felipe IV và Maria Anna, nhưng chỉ có một người sống sót là Carlos II của Tây Ban Nha.
Mặc dù cha mẹ là họ hàng gần, Margarita không có biểu hiện các vấn đề về sức khỏe và dị tật nghiêm trọng như em trai Carlos. Thời thơ ấu, Margarita Teresa từng bị bệnh nặng nhưng vẫn qua khỏi. Theo ghi nhận đương thời, Margarita có vẻ ngoài cuốn hút và tính cách sôi nổi. Bố mẹ và bạn bè thân thiết gọi Vương nữ là "thiên thần nhỏ". Margarita Teresa lớn lên trong gian phòng riêng của Vương hậu ở Vương thất Alcazar của Madrid, được bao quanh bởi nhiều thị nữ và người hầu. Vương nữ rất thích kẹo và luôn giấu chúng khỏi các bác sĩ có nhiệm vụ chăm sóc sức khỏe răng miệng cho Margarita Teresa. Cả cha và ông ngoại của Margarita Teresa đều vô cùng yêu thương Vương nữ. Trong những bức thư cá nhân của Felipe IV, Quốc vương đã gọi con gái là "niềm vui của ta". Margarita Teresa được hướng dẫn những quy tắc lễ nghi nghiêm ngặt của triều đình Madrid và nhận được một nền giáo dục tốt.

## Đính ước và hôn nhân

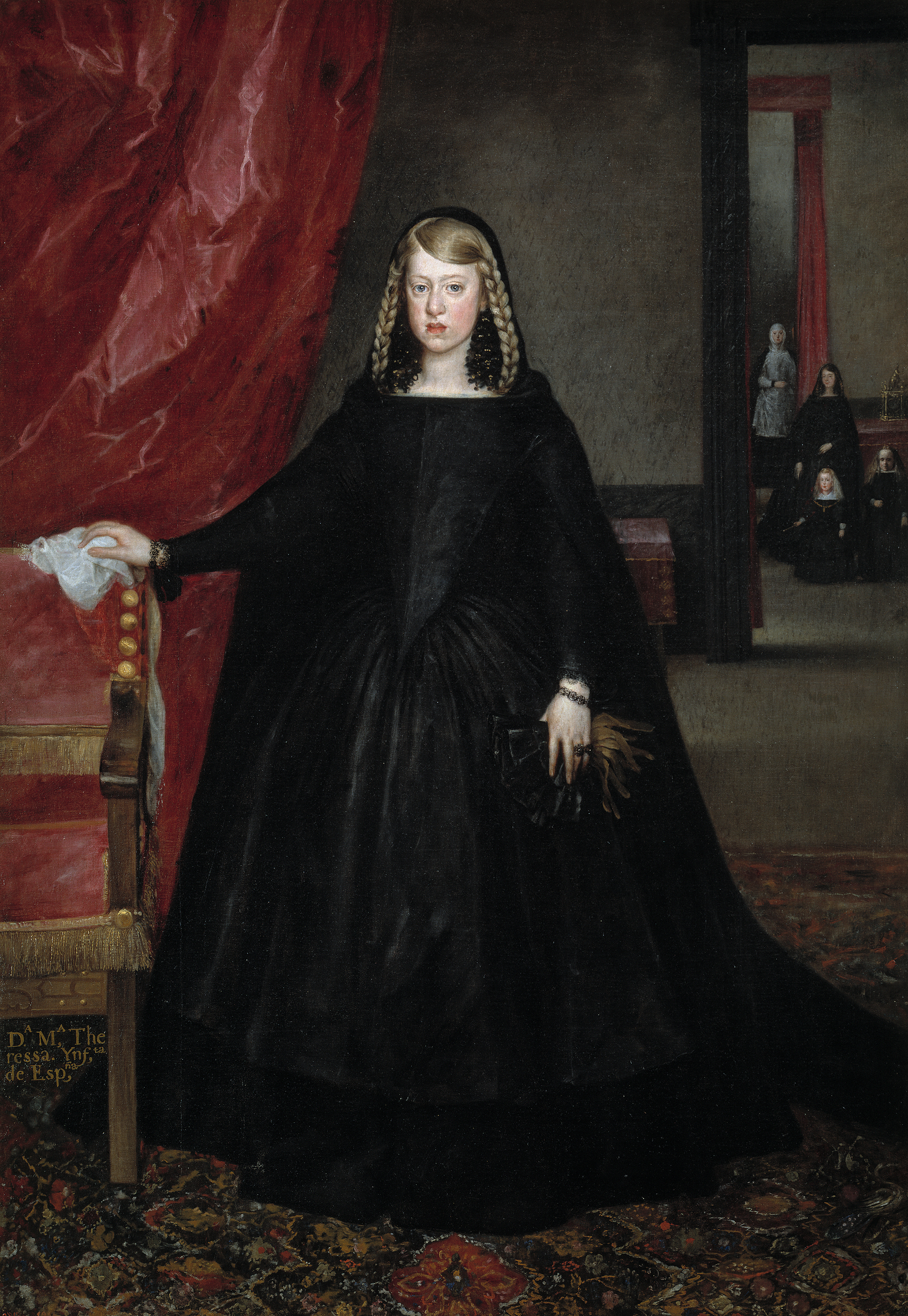
Infanta Margarita Teresa 14 tuổi để tang cho cha. Cùng năm đó, Margarita Teresa rời Tây Ban Nha để trở thành Hoàng hậu La Mã Thần thánh. Chân dung bởi bởi Juan Bautista Martínez del Mazo (1666), Bảo tàng Prado

Vào nửa sau của những năm 1650, tại triều đình Viên, nhu cầu về một cuộc hôn nhân khác giữa hai nhánh Tây Ban Nha và Áo của Hoàng tộc Habsburg được đưa ra bàn luận. Liên minh giữa hai bên là cần thiết để củng cố vị thế của cả hai quốc gia, đặc biệt là chống lại Vương quốc Pháp. Ban đầu, Vương nữ María Teresa, con gái lớn của Felipe IV, được đề xuất kết hôn với người thừa kế của Thánh chế La Mã là Đại vương công Leopold Ignaz. Nhưng vào năm 1660 và theo các điều khoản của Hiệp ước Pyrenees, María Teresa kết hôn với Quốc vương Pháp Louis XIV. Theo thỏa thuận hôn nhân, María Teresa phải từ bỏ quyền kế vị ngai vàng Tây Ban Nha để đổi lấy một khoản tiền lớn như một phần hồi môn, tuy nhiên số tiền này không bao giờ được chi trả.
Đã có đề nghị về một cuộc hôn nhân giữa Margarita Teresa và Hoàng đế Leopold I (là cậu cũng như là anh họ bên nội của Vương nữ - cha mẹ của Leopold I chính là María Ana của Tây Ban Nha và Ferdinand III của Thánh chế La Mã, tức ông bà ngoại của Margarita Teresa). Tuy nhiên, triều đình Madrid do dự trong việc đồng ý với đề nghị này, vì Vương nữ có thể thừa kế vương miện Tây Ban Nha nếu em trai Carlos qua đời. Bá tước xứ Fuensaldaña, đại sứ Tây Ban Nha tại Pháp, đã đề nghị gả Margarita cho Charles II của Anh. Tuy nhiên, Quốc vương Felipe IV bác bỏ ý tưởng này, trả lời rằng Quốc vương Anh nên tìm vợ ở Pháp.
Vào tháng 10 năm 1662, tân Đại sứ Hoàng gia ở Tây Ban Nha, Bá tước Franz Eusebius xứ Pötting, bắt đầu một trong những nhiệm vụ ngoại giao chính là tổ chức hôn lễ giữa Vương nữ và Hoàng đế. Các cuộc đàm phán của phía Tây Ban Nha do Ramiro Núñez de Guzmán, Công tước xứ Medina de las Torres lo liệu. Vào ngày 6 tháng 4 năm 1663, lễ đính hôn giữa Margarita Teresa và Leopold I cuối cùng được công bố và thỏa thuận hôn nhân được ký kết vào ngày 18 tháng 12. Trước lễ cưới chính thức (theo phong tục, phải diễn ra ở Viên), một bức chân dung khác của Vương nữ được gửi đến để Hoàng đế biết mặt cô dâu của mình.
Ngày 17 tháng 9 năm 1665, Quốc vương Felipe IV qua đời. Trong di chúc của mình, Felipe IV không đề cập đến việc hứa hôn của Margarita Teresa; trên thực tế, dựa trên bối cảnh mà tài liệu được để lại cho thấy rằng vị Quốc vương quá cố vẫn do dự gả con gái cho người họ hàng bên Áo vì Felipe IV muốn tìm cách đảm bảo quyền của con gái với tư cách là người cai trị tiềm năng của Vương quyền Tây Ban Nha trong trường hợp con trai Carlos qua đời:
| “ | que como tal tutora del hijo o hija suyo y mío que me sucediere, tenga todo el gobierno y regimiento de todos mis reinos en paz y en guerra hasta que el hijo o hija que me sucediere tenga catorce años cumplidos para poder gobernar. | ” |

| “ | ...rằng với tư cách là người giám hộ khi con trai hoặc con gái kế thừa vương vị của ta, sẽ điều hành chính phủ và quân đội của các vương quốc của ta trong hòa bình cũng như khi chiến tranh cho đến khi người con trai hoặc con gái sẽ kế vị ta được mười bốn và có khả năng cai trị | ” |

Maria Anna của Áo, hiện là Thái hậu và là Nhiếp chính của vương quốc đã thay mặt cho con trai Carlos II trì hoãn đám cưới của con gái. Cuộc hôn nhân chỉ được đồng ý sau những nỗ lực ngoại giao căng thẳng từ phía Hoàng đế. Ngày 25 tháng 4 năm 1666, lễ cưới ủy nhiệm cuối cùng đã được tổ chức tại Madrid, trong buổi lễ không chỉ có sự tham dự của Thái hậu Maria Anna, Quốc vương Carlos II và đại sứ Hoàng gia mà còn có cả giới quý tộc địa phương; chú rể được đại diện bởi Antonio de la Cerda, Công tước thứ 7 xứ Medinaceli.

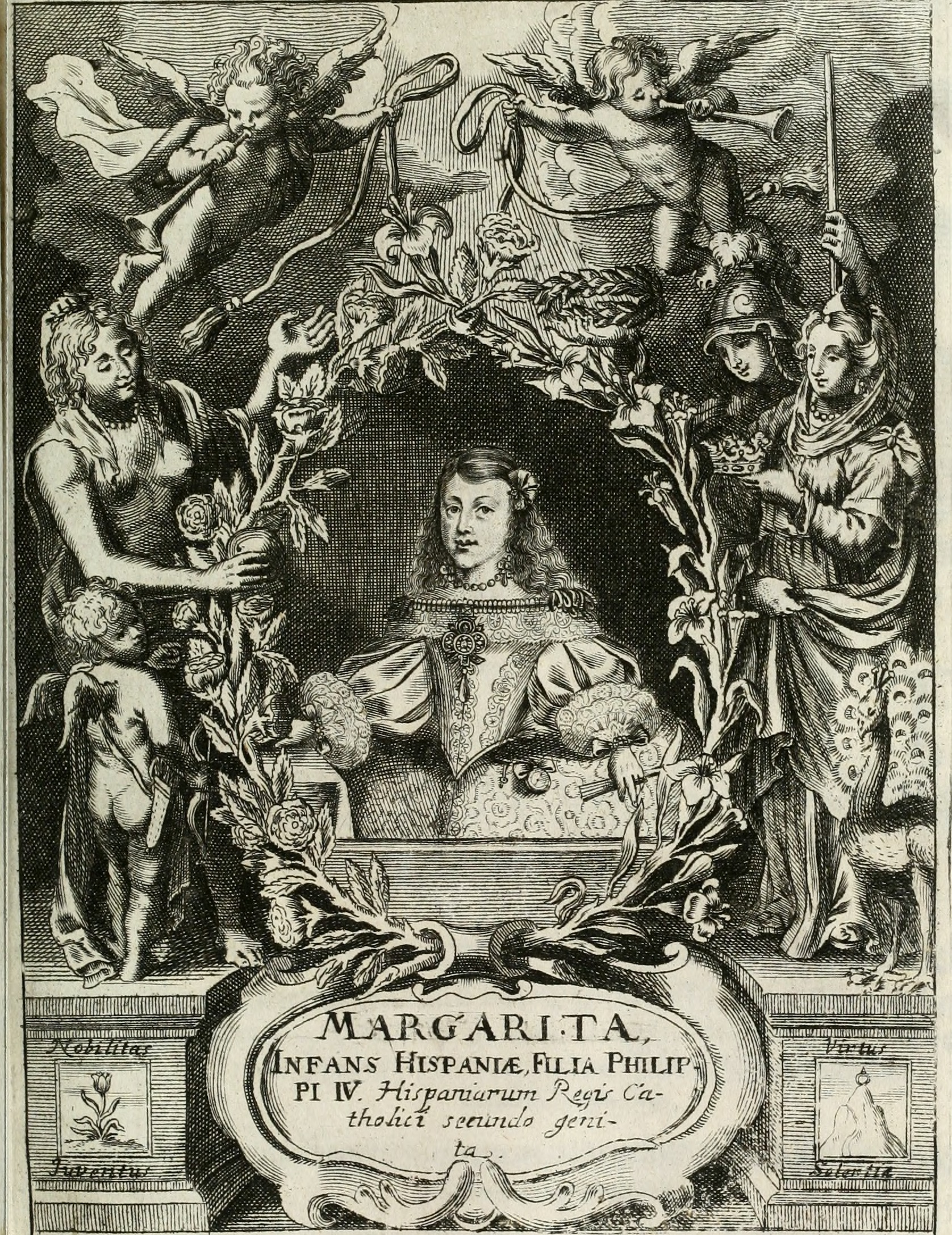
Một tờ rơi xuất bản năm 1666 quảng bá cho Infanta Margarita, nàng dâu tương lai của người bác là Hoàng đế Leopold I

Ngày 28 tháng 4 năm 1666, Margarita Teresa di chuyển từ Madrid đến Viên cùng với đoàn tùy tùng riêng của mình. Vương nữ nghỉ chân vài ngày tại Dénia trước khi lên tàu của hạm đội Vương thất Tây Ban Nha vào ngày 16 tháng 7, lần lượt được hộ tống bởi các tàu của Dòng Chiến sĩ Toàn quyền Malta và Đại công quốc Toscana. Sau một khoảng thời gian ngắn để dừng chân ở Barcelona vì Margarita gặp một số vấn đề về sức khỏe, đoàn tàu đi đến cảng Finale Ligure và đến nơi vào ngày 20 tháng 8. Ở đó, Margarita Teresa được Luis Guzman Ponce de Leon, Thống đốc Milano tiếp đón. Đoàn xe rời Finale vào ngày 1 tháng 9 và đến Milano mười ngày sau đó, mặc dù lễ nhập cảnh chính thức phải đến ngày 15 tháng 9 mới được tổ chức. Sau khi dành gần như toàn bộ tháng 9 ở Milano, Vương nữ tiếp tục hành trình qua Venezia và đến Trento vào đầu tháng 10. Tại mỗi điểm dừng chân, Margarita đều nhận được những lễ chào mừng vinh danh Vương nữ. Ngày 8 tháng 10, đoàn tùy tùng Tây Ban Nha đã đến thành phố Roveredo, nơi người đứng đầu đoàn tùy tùng của Margarita Teresa là Francisco Fernández de la Cueva, Công tước thứ 8 xứ Alburquerque đã chính thức Vương nữ cho Thân vương Ferdinand Joseph xứ Dietrichstein và Bá tước Ernst Adalbert xứ Harrach, Thân vương Giám mục xứ Trent, đại diện của Leopold I. Vào ngày 20 tháng 10, đoàn tùy tùng mới của Áo rời Roveredo, băng qua sông Tirol, qua Carinthia và Styria và đến vào ngày 25 tháng 11 tại quận Schottwien, cách Viên 12 dặm, nơi Hoàng đế đến để đón cô dâu.

## Hoàng hậu La Mã thần thánh và Vương hậu Đức
Margarita Teresa chính thức đến Viên vào ngày 5 tháng 12 năm 1666 và Ll cưới chính thức được cử hành bảy ngày sau đó. Lễ hội mừng nhân dịp hôn lễ là một trong những lễ hội lộng lẫy nhất trong thời kỳ Baroque, và kéo dài gần hai năm.
Hoàng đế Leopold I ra lệnh xây dựng một nhà hát ngoài trời gần Burggarten ngày nay, với sức chứa 5.000 người. Nhân dịp sinh nhật của Margarita vào tháng 7 năm 1668, nhà hát đã tổ chức buổi ra mắt vở opera Il pomo d'oro (Quả táo vàng). Vở opera được sáng tác bởi Antonio Cesti, vở opera được người đương thời gọi là "vở kịch của thế kỷ" do tính hoành tráng và chi phí đầu tư cho vở opera. Một năm trước đó, Leopold I đã tổ chức một buổi biểu diễn múa ba lê kết hợp cưỡi ngựa và đích thân cưỡi ngựa Speranza của mình. Do hỗ trợ từ kỹ thuật, vở ballet đã tạo cho khán giả cảm giác như ngựa và xe ngựa đang lơ lửng trên không.
Bất chấp sự chênh lệch về tuổi tác, ngoại hình kém hấp dẫn của Leopold I và vấn đề sức khỏe của Margarita Teresa, theo ghi nhận đương thời, hai vợ chồng đã có một cuộc hôn nhân hạnh phúc. Hoàng hậu luôn gọi chồng mình là "Cậu" (tiếng Đức: Onkel), và Leopold I gọi vợ là "Gretl" (từ viết tắt tên tiếng Đức của Margarita là Margarethe). Cặp đôi có nhiều sở thích chung, đặc biệt là về nghệ thuật và âm nhạc.
Trong sáu năm chung sống, Margarita Teresa sinh được bốn người con, trong đó chỉ có một người sống qua tuổi ấu thơ:
- Ferdinand Wenceslaus Joseph Michael Eleazar (28 tháng 9 năm 1667 – 13 tháng 1 năm 1668), Đại vương công Áo.[24][25]
- Maria Antonia Josepha Benedicta Rosalia Petronella (18 tháng 1 năm 1669 – 24 tháng 12 năm 1692), Nữ Đại vương công Áo,[24][25] được thừa hưởng quyền thừa kế ngai vàng Tây Ban Nha của mẹ, kết hôn với Maximilian II xứ Bayern và là mẹ của Joseph Ferdinand của Bayern.
- Johann Leopold (sinh và mất ngày 20 tháng 2 năm 1670), Đại vương công Áo.[24][25]
- Maria Anna Josepha Antonia Apollonia Scholastica (9 tháng 2 năm 1672 – 23 tháng 2 năm 1672), Nữ Đại vương công Áo.[24][25]

Margarita Teresa được cho là đã thúc đẩy chồng trục xuất người Do Thái khỏi Viên vì tin rằng họ phải chịu trách nhiệm về cái chết của con mình. Trong lễ kỷ niệm Corpus Christi năm 1670, Hoàng đế đã ra lệnh phá hủy Hội đường của người Do Thái ở Viên và một nhà thờ được xây dựng trên địa điểm này theo lệnh của Leopold I.
Ngay cả sau khi kết hôn, Margarita Teresa vẫn giữ phong tục và lối sống Tây Ban Nha của mình. Hoàng hậu hầu như chỉ được bao quanh bởi đoàn tùy tùng bản địa của cô (bao gồm các thư ký, cha giải tội và bác sĩ), Hoàng hậu yêu thích nền âm nhạc và ba lê của văn hóa Tây Ban Nha và hầu như ít học được tiếng Đức.

## Qua đời
Sức khỏe trở nên suy yếu do sáu lần mang thai trong sáu năm (bao gồm bốn lần sinh con thành công và hai lần sảy thai) và bốn tháng sau lần mang thai thứ bảy, Margarita qua đời vào ngày 12 tháng 3 năm 1673, ở tuổi 21. Hoàng hậu được chôn cất tại Hầm mộ Hoàng gia ở Viên. Chỉ bốn tháng sau, Leopold I - mặc dù rất đau buồn trước cái chết của "Margareta duy nhất" - đã tái hôn với Claudia Felicitas của Áo, Nữ Đại vương công Áo thuộc nhánh Tirol của Hoàng tộc Habsburg.
Sau cái chết của Margarita Teresa, quyền kế vị ngai vàng Tây Ban Nha của Hoàng hậu được chuyển giao người con gái duy nhất còn sống là Maria Antonia Josepha của Áo. Sau cái chết của Maria Antonia vào năm 1692, con trai của Maria Antonia là Joseph Ferdinand của Bayern được coi là người thừa kế của ngai vàng Tây Ban Nha. Sau cái chết của Joseph Ferdinand vào năm 1699, quyền thừa kế ngai vàng bị tranh chấp bởi cả Hoàng đế Leopold I và Louis XIV của Pháp, con rể của Felipe IV của Tây Ban Nha, dẫn đến Chiến tranh Kế vị Tây Ban Nha. Kết quả sự thiết lập nhánh Tây Ban Nha của Vương tộc Bourbon với Quốc vương Felipe V, cháu nội của María Teresa của Tây Ban Nha, chị gái của Margarita Teresa.

## Hình tượng trong nghệ thuật
Không lâu trước khi Margarita chào đời, họa sĩ Diego Velázquez đã trở lại triều đình Madrid. Từ năm 1653 đến năm 1659, Vương nữ là đối tượng của một loạt các bức chân dung. Ba trong số bức chân dung - Infanta Margarita Teresa trong Bộ váy Hồng (1660), Infanta Margarita trong Bộ váy Trắng và Bạc (1656) và Infanta Margarita Teresa trong Bộ váy Xanh (1659) được gửi đến triều đình Viên và hiện được trưng bày trong Bảo tàng Kunsthistorisches. Trong những bức tranh cuối cùng về Vương nữ thuở 8 tuổi do Velázquez thực hiện, có thể thấy thái độ trưởng thành và trang trọng hơn của Margarita do cuộc hôn nhân sắp tới của Vương nữ với Hoàng đế.
Bức tranh nổi tiếng nhất của Velazquez trong loạt tranh chân dung của Margarita Teresa là Las Meninas (1656), hiện ở Bảo tàng Prado thuộc Madrid. Trong đó, họa sĩ đã vẽ Vương nữ 5 tuổi trong phòng vẽ của mình khi đang vẽ chân dung cha mẹ Vương nữ. Xung quanh Margarita là các thị nữ cùng các cận thần khác, nhưng đôi mắt của Margarita lại hướng về cha mẹ và có thể thấy ảnh phản chiếu của Quốc vương và Vương hậu ở tấm gương trên tường. Bức tranh này là nguồn cảm hứng cho Picasso và ông đã tạo ra hơn 40 biến thể của tác phẩm vào năm 1957.
Tác phẩm Infanta Margarita Teresa trong Bộ váy Hồng (1660), trước đây được ghi nhận là của Velázquez, hiện được coi là một trong những kiệt tác của con rể Velázquez là Juan Bautista Martínez del Mazo. Martínez del Mazo cũng là tác giả của bức "Chân dung Infanta Margarita trong tang phục" (1666), trong đó Margarita được vẽ chân dung ngay sau cái chết của cha và trước khi diễn ra đám cưới. Cả hai bức tranh cũng được đưa vào bộ sưu tập của Bảo tàng Prado. Danh tính tác giả của bức "Chân dung Infanta Margarita" (1655) được trưng bày tại Viện bảo tàng Louvre hiện vẫn còn bị các nhà nghiên cứu nghi ngờ.
Hầu hết những bức chân dung của Margarita Teresa khi trưởng thành, được họa bởi một số họa sĩ châu Âu, được lưu giữ trong bộ sưu tập của Bảo tàng Kunsthistorisches ở Viên, ttrong số đó là "Bức chân dung toàn thân của Infanta Margarita Teresa, Hoàng hậu" (1665) của Gerard Du Chateau và "Chân dung Hoàng hậu Margarita Teresa trong trang phục sân khấu" (1667) của Jan Thomas van Ieperen. Một trong những bức chân dung cuối cùng của Margarita Teresa là "Chân dung Hoàng hậu Margarita Teresa và con gái Maria Antonia" (khoảng năm 1670) của Jan Thomas van Ieperen, hiện đang trưng bày ở Hofburg, trong đó Hoàng hậu được phác họa cùng đứa con sống qua tuổi ấu thơ duy nhất. Nhiều bản sao chân dung của Margarita Teresa cũng được bảo quản và hiện được trưng bày trong các bộ sưu tập của các bảo tàng trên khắp thế giới.

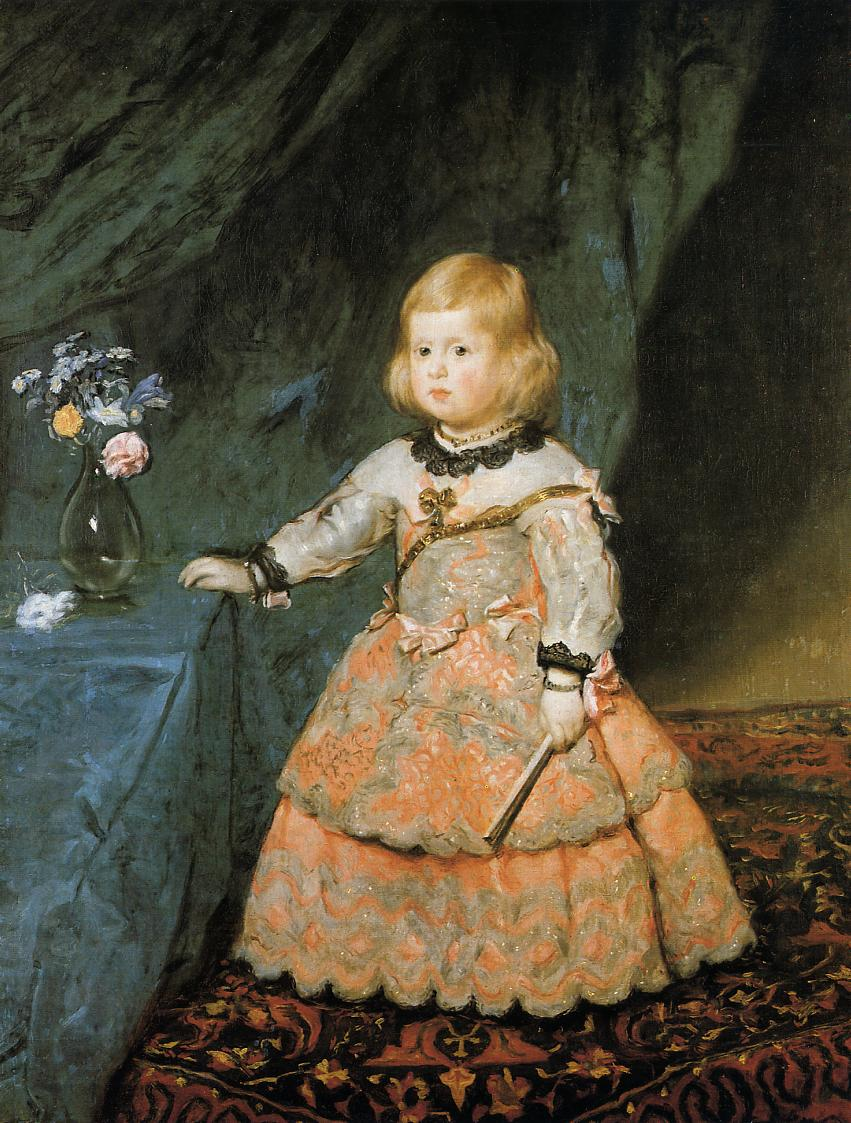
Infanta Margarita Teresa trong Bộ váy Hồng (1653), bởi Velázquez, Bảo tàng Kunsthistorisches, Viên.
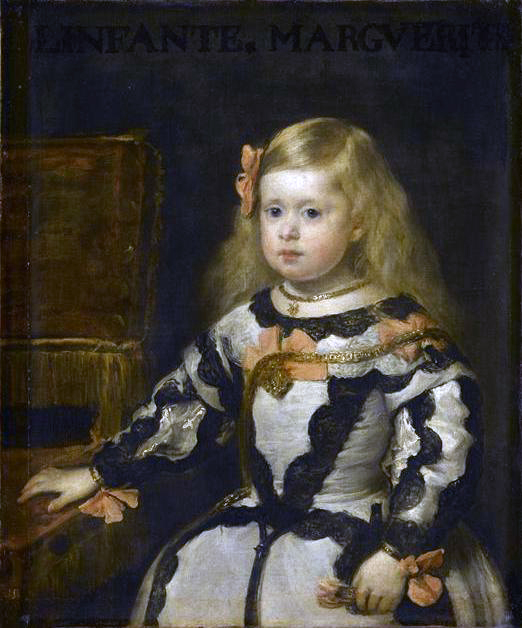
Infanta Margarita Teresa (1655), bởi Velázquez, Viện bảo tàng Louvre, Paris.
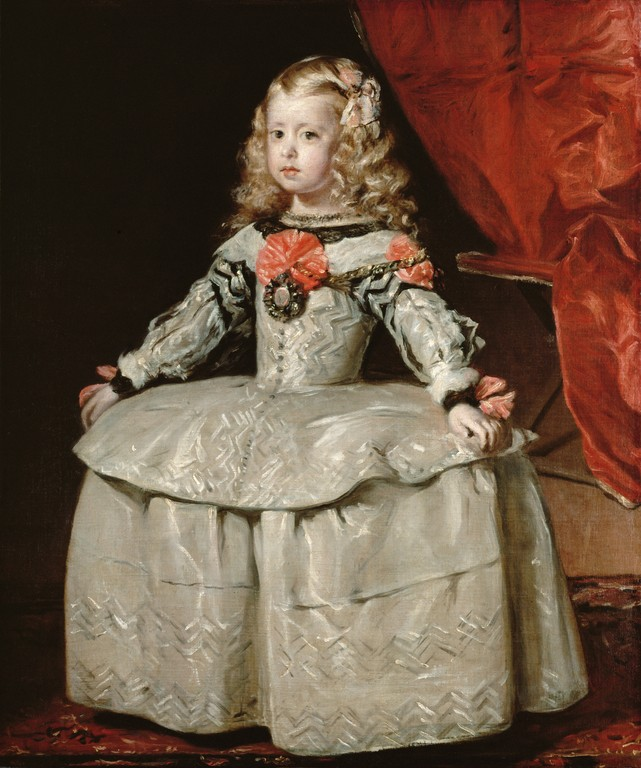
Infanta Margarita trong Bộ váy Trắng và Bạc (1656), bởi Velázquez, Bảo tàng Kunsthistorisches, Viên.
Las Meninas (1656), bởi Velázquez, Bảo tàng Prado, Madrid.

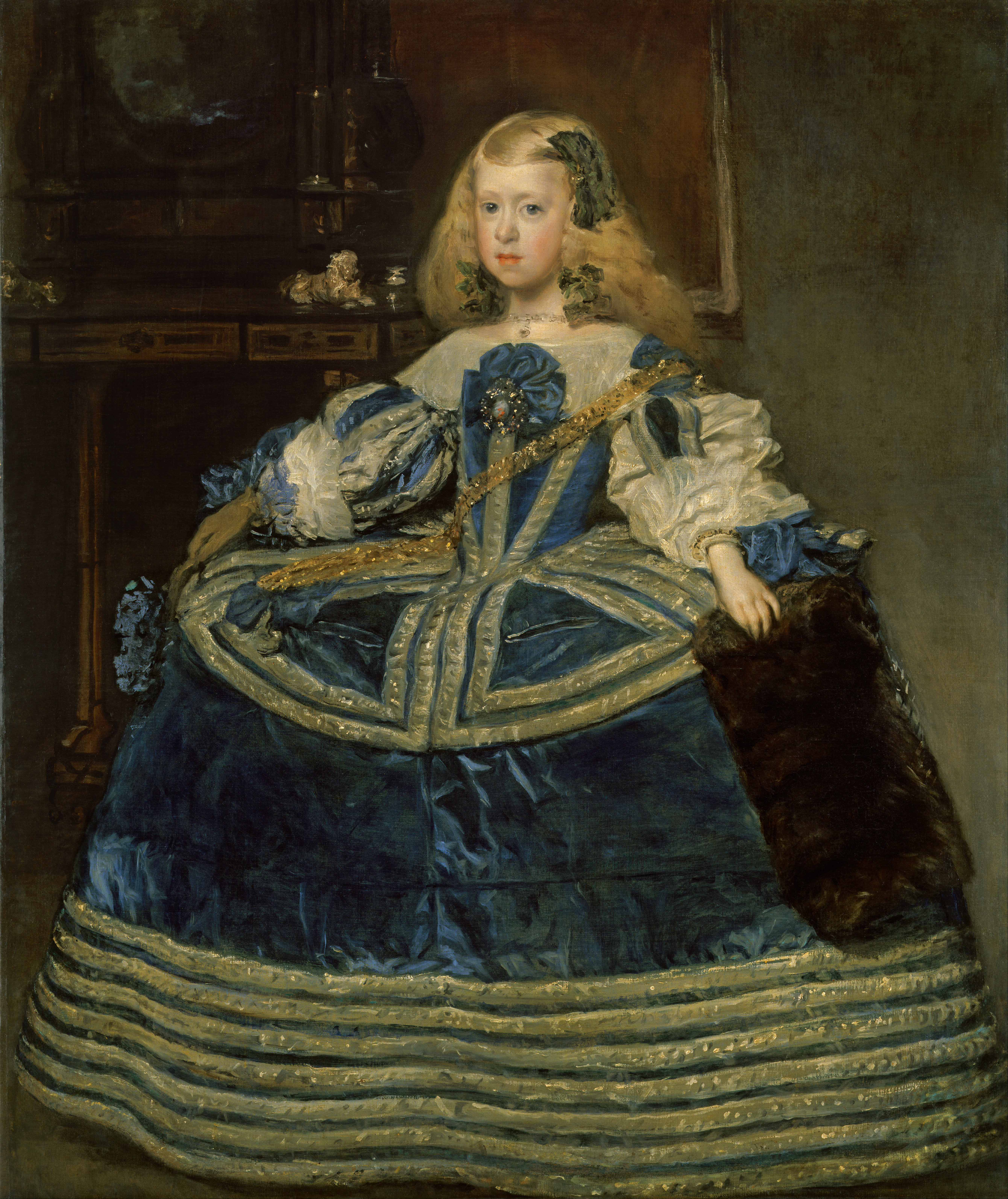
Infanta Margarita Teresa trong Bộ váy Xanh (1659), bởi Velázquez, Bảo tàng Kunsthistorisches, Viên.
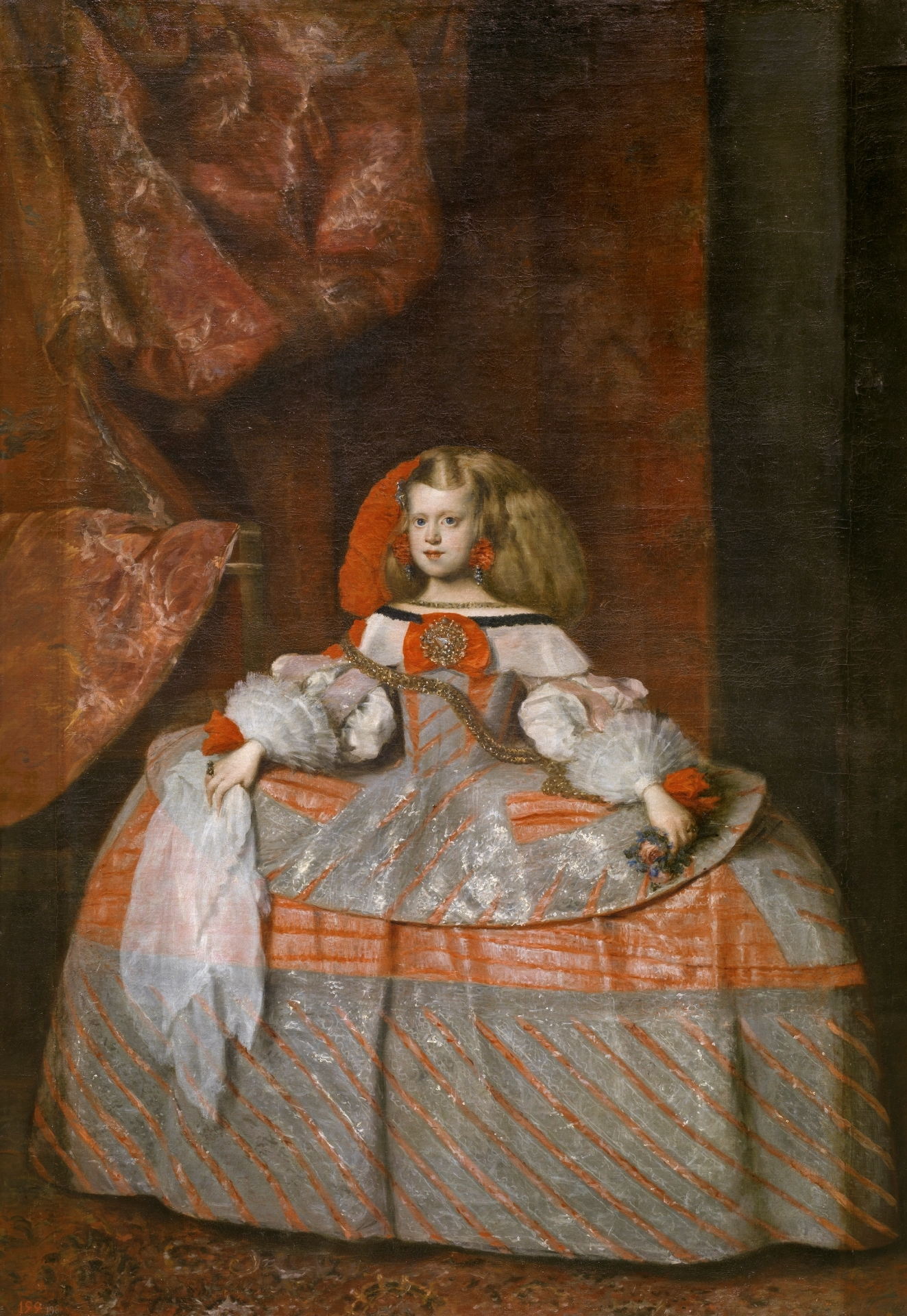
Infanta Margarita Teresa in a Pink Dress (1660) bởi Velázquez hoặc Juan Bautista Martínez del Mazo, Bảo tàng Prado, Madrid.
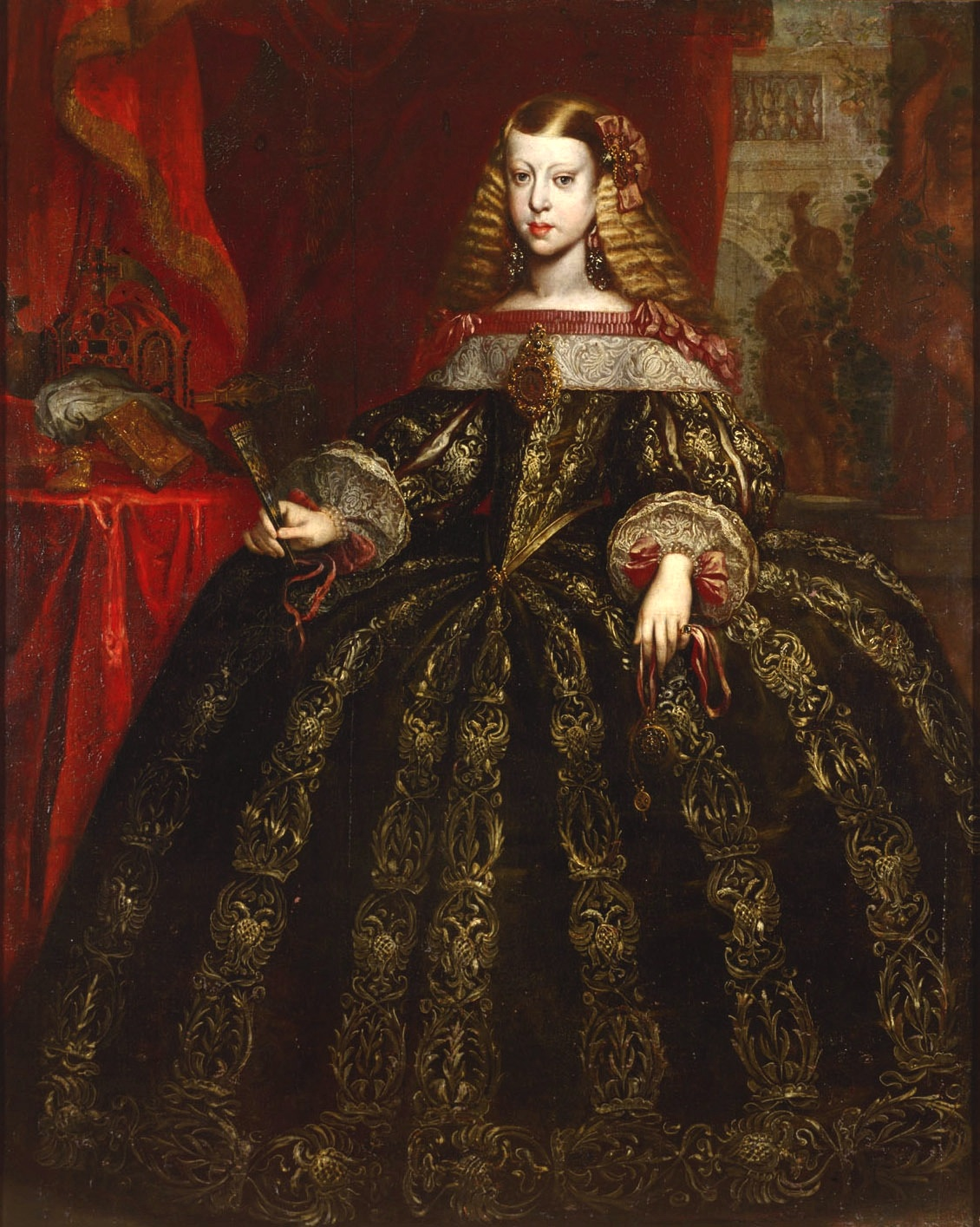
Bức chân dung toàn thân của Infanta Margarita Teresa, Hoàng hậu (1666), bởi Gerard Du Chateau, Bảo tàng Kunsthistorisches, Viên.
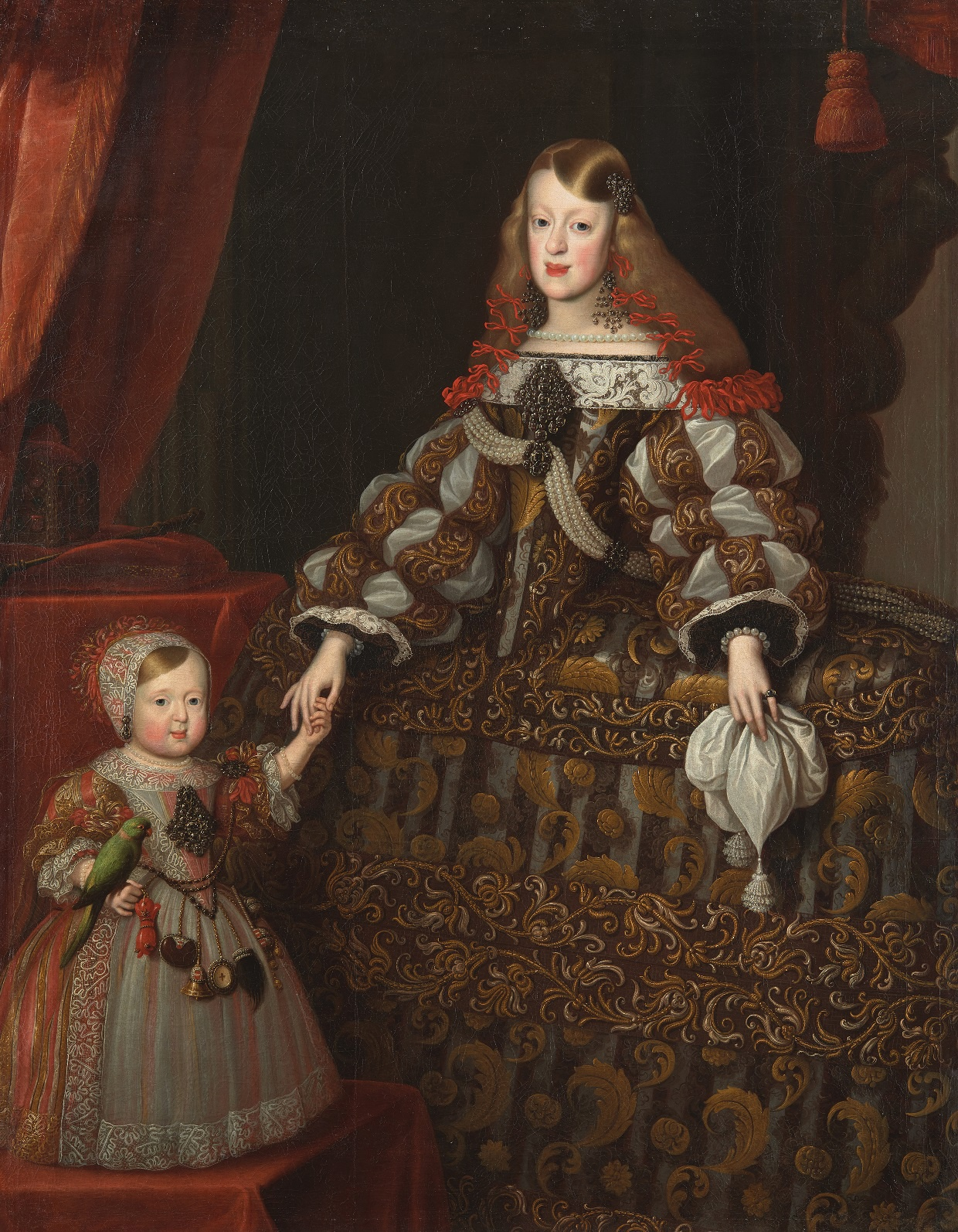
Hoàng hậu Margarita Teresa và con gái Maria Antonia (c. 1670) bởi Jan Thomas van Ieperen, Cung điện Hofburg, Viên.

## Gia phả
| \| \| \| \| \| \| \| \| \| \| \| \| \| \| \| \| \| \| \| \| 16. Carlos I của Tây Ban Nha[39][40] \| \| \| \| \| \| \| \| \| \| \| \| \| \| \| \| \| \| \| \| \| \| \| \| \| \| \| \| \| \| \| \| \| \| \| \| \| \| \| \| \| \| \| \| \| \| \| \| \| \| \| \| \| \| 8. Felipe II của Tây Ban Nha (= 28)[41] \| \| \| \| \| \| \| \| \| \| \| \| \| \| \| \| \| \| \| \| \| \| \| \| \| \| \| \| \| \| \| \| \| \| \| \| \| \| \| \| \| \| \| \| \| \| \| \| \| \| \| \| \| \| 17. Isabel của Bồ Đào Nha[39][40] \| \| \| \| \| \| \| \| \| \| \| \| \| \| \| \| \| \| \| \| \| \| \| \| \| \| \| \| \| \| \| \| \| \| \| \| \| \| \| \| \| \| \| \| \| \| \| \| \| \| \| \| \| \| 4. Felipe III của Tây Ban Nha (= 14)[11][42] \| \| \| \| \| \| \| \| \| \| \| \| \| \| \| \| \| \| \| \| \| \| \| \| \| \| \| \| \| \| \| \| \| \| \| \| \| \| \| \| \| \| \| \| \| \| \| \| \| \| \| \| \| \| 18. Maximilian II của Thánh chế La Mã[43] \| \| \| \| \| \| \| \| \| \| \| \| \| \| \| \| \| \| \| \| \| \| \| \| \| \| \| \| \| \| \| \| \| \| \| \| \| \| \| \| \| \| \| \| \| \| \| \| \| \| \| \| \| \| 9. Anna của Áo (= 29)[41] \| \| \| \| \| \| \| \| \| \| \| \| \| \| \| \| \| \| \| \| \| \| \| \| \| \| \| \| \| \| \| \| \| \| \| \| \| \| \| \| \| \| \| \| \| \| \| \| \| \| \| \| \| \| 19. María của Tây Ban Nha[43] \| \| \| \| \| \| \| \| \| \| \| \| \| \| \| \| \| \| \| \| \| \| \| \| \| \| \| \| \| \| \| \| \| \| \| \| \| \| \| \| \| \| \| \| \| \| \| \| \| \| \| \| \| \| 2. Felipe IV của Tây Ban Nha[44] \| \| \| \| \| \| \| \| \| \| \| \| \| \| \| \| \| \| \| \| \| \| \| \| \| \| \| \| \| \| \| \| \| \| \| \| \| \| \| \| \| \| \| \| \| \| \| \| \| \| \| \| \| \| 20. Ferdinand I của Thánh chế La Mã[45][46][47] \| \| \| \| \| \| \| \| \| \| \| \| \| \| \| \| \| \| \| \| \| \| \| \| \| \| \| \| \| \| \| \| \| \| \| \| \| \| \| \| \| \| \| \| \| \| \| \| \| \| \| \| \| \| 10. Karl II của Nội Áo (= 24, 30)[48][49] \| \| \| \| \| \| \| \| \| \| \| \| \| \| \| \| \| \| \| \| \| \| \| \| \| \| \| \| \| \| \| \| \| \| \| \| \| \| \| \| \| \| \| \| \| \| \| \| \| \| \| \| \| \| 21. Anna của Bohemia và Hungary[45][46][47] \| \| \| \| \| \| \| \| \| \| \| \| \| \| \| \| \| \| \| \| \| \| \| \| \| \| \| \| \| \| \| \| \| \| \| \| \| \| \| \| \| \| \| \| \| \| \| \| \| \| \| \| \| \| 5. Margarete của Áo (= 15)[11][42] \| \| \| \| \| \| \| \| \| \| \| \| \| \| \| \| \| \| \| \| \| \| \| \| \| \| \| \| \| \| \| \| \| \| \| \| \| \| \| \| \| \| \| \| \| \| \| \| \| \| \| \| \| \| 22. Albrecht V xứ Bayern[50][51] \| \| \| \| \| \| \| \| \| \| \| \| \| \| \| \| \| \| \| \| \| \| \| \| \| \| \| \| \| \| \| \| \| \| \| \| \| \| \| \| \| \| \| \| \| \| \| \| \| \| \| \| \| \| 11. Maria Anna xứ Bayern (= 25, 31)[48][49] \| \| \| \| \| \| \| \| \| \| \| \| \| \| \| \| \| \| \| \| \| \| \| \| \| \| \| \| \| \| \| \| \| \| \| \| \| \| \| \| \| \| \| \| \| \| \| \| \| \| \| \| \| \| 23. Anna của Áo (≠ 9, 29)[50][51] \| \| \| \| \| \| \| \| \| \| \| \| \| \| \| \| \| \| \| \| \| \| \| \| \| \| \| \| \| \| \| \| \| \| \| \| \| \| \| \| \| \| \| \| \| \| \| \| \| \| \| \| \| \| 1. Margarita Teresa của Tây Ban Nha \| \| \| \| \| \| \| \| \| \| \| \| \| \| \| \| \| \| \| \| \| \| \| \| \| \| \| \| \| \| \| \| \| \| \| \| \| \| \| \| \| \| \| \| \| \| \| \| \| \| \| \| \| \| 24. Karl II của Nội Áo (= 10, 30)[48][49] \| \| \| \| \| \| \| \| \| \| \| \| \| \| \| \| \| \| \| \| \| \| \| \| \| \| \| \| \| \| \| \| \| \| \| \| \| \| \| \| \| \| \| \| \| \| \| \| \| \| \| \| \| \| 12. Ferdinand II của Thánh chế La Mã[10] \| \| \| \| \| \| \| \| \| \| \| \| \| \| \| \| \| \| \| \| \| \| \| \| \| \| \| \| \| \| \| \| \| \| \| \| \| \| \| \| \| \| \| \| \| \| \| \| \| \| \| \| \| \| 25. Maria Anna xứ Bayern (= 11, 31)[48][49] \| \| \| \| \| \| \| \| \| \| \| \| \| \| \| \| \| \| \| \| \| \| \| \| \| \| \| \| \| \| \| \| \| \| \| \| \| \| \| \| \| \| \| \| \| \| \| \| \| \| \| \| \| \| 6. Ferdinand III của Thánh chế La Mã[10] \| \| \| \| \| \| \| \| \| \| \| \| \| \| \| \| \| \| \| \| \| \| \| \| \| \| \| \| \| \| \| \| \| \| \| \| \| \| \| \| \| \| \| \| \| \| \| \| \| \| \| \| \| \| 26. Wilhelm V xứ Bayern[52] \| \| \| \| \| \| \| \| \| \| \| \| \| \| \| \| \| \| \| \| \| \| \| \| \| \| \| \| \| \| \| \| \| \| \| \| \| \| \| \| \| \| \| \| \| \| \| \| \| \| \| \| \| \| 13. Maria Anna xứ Bayern (≠ 11, 25, 31)[10] \| \| \| \| \| \| \| \| \| \| \| \| \| \| \| \| \| \| \| \| \| \| \| \| \| \| \| \| \| \| \| \| \| \| \| \| \| \| \| \| \| \| \| \| \| \| \| \| \| \| \| \| \| \| 27. Renata xứ Lothringen[52] \| \| \| \| \| \| \| \| \| \| \| \| \| \| \| \| \| \| \| \| \| \| \| \| \| \| \| \| \| \| \| \| \| \| \| \| \| \| \| \| \| \| \| \| \| \| \| \| \| \| \| \| \| \| 3. Maria Anna của Áo[44] \| \| \| \| \| \| \| \| \| \| \| \| \| \| \| \| \| \| \| \| \| \| \| \| \| \| \| \| \| \| \| \| \| \| \| \| \| \| \| \| \| \| \| \| \| \| \| \| \| \| \| \| \| \| 28. Felipe II của Tây Ban Nha (= 8)[41] \| \| \| \| \| \| \| \| \| \| \| \| \| \| \| \| \| \| \| \| \| \| \| \| \| \| \| \| \| \| \| \| \| \| \| \| \| \| \| \| \| \| \| \| \| \| \| \| \| \| \| \| \| \| 14. Felipe III của Tây Ban Nha (= 4)[11][42] \| \| \| \| \| \| \| \| \| \| \| \| \| \| \| \| \| \| \| \| \| \| \| \| \| \| \| \| \| \| \| \| \| \| \| \| \| \| \| \| \| \| \| \| \| \| \| \| \| \| \| \| \| \| 29. Anna của Áo (= 9)[41] \| \| \| \| \| \| \| \| \| \| \| \| \| \| \| \| \| \| \| \| \| \| \| \| \| \| \| \| \| \| \| \| \| \| \| \| \| \| \| \| \| \| \| \| \| \| \| \| \| \| \| \| \| \| 7. María Ana của Tây Ban Nha[10] \| \| \| \| \| \| \| \| \| \| \| \| \| \| \| \| \| \| \| \| \| \| \| \| \| \| \| \| \| \| \| \| \| \| \| \| \| \| \| \| \| \| \| \| \| \| \| \| \| \| \| \| \| \| 30. Karl II của Nội Áo (= 10, 24)[48][49] \| \| \| \| \| \| \| \| \| \| \| \| \| \| \| \| \| \| \| \| \| \| \| \| \| \| \| \| \| \| \| \| \| \| \| \| \| \| \| \| \| \| \| \| \| \| \| \| \| \| \| \| \| \| 15. Margarete của Áo (= 5)[11][42] \| \| \| \| \| \| \| \| \| \| \| \| \| \| \| \| \| \| \| \| \| \| \| \| \| \| \| \| \| \| \| \| \| \| \| \| \| \| \| \| \| \| \| \| \| \| \| \| \| \| \| \| \| \| 31. Maria Anna xứ Bayern (= 11, 25)[48][49] \| \| \| \| \| \| \| \| \| \| \| \| \| \| \| \| \| \| \| \| \| \| \| \| \| \| \| \| \| \| \| \| \| \| \| \| \| \| \| \| \| \| \| \| \| \| \| \| \| \| \| \| |                                         |  |  |  |  |  |  |  |  |  |  |  |  |  |  |  |
| |                                         |  |  |  |  |  |  |  |  |  |  |  |  |  |  |  |
| | 16. Carlos I của Tây Ban Nha            |  |  |  |  |  |  |  |  |  |  |  |  |  |  |  |
| |                                         |  |  |  |  |  |  |  |  |  |  |  |  |  |  |  |
| |                                         |  |  |  |  |  |  |  |  |  |  |  |  |  |  |  |
| | 8. Felipe II của Tây Ban Nha (= 28)     |  |  |  |  |  |  |  |  |  |  |  |  |  |  |  |
| |                                         |  |  |  |  |  |  |  |  |  |  |  |  |  |  |  |
| |                                         |  |  |  |  |  |  |  |  |  |  |  |  |  |  |  |
| | 17. Isabel của Bồ Đào Nha               |  |  |  |  |  |  |  |  |  |  |  |  |  |  |  |
| |                                         |  |  |  |  |  |  |  |  |  |  |  |  |  |  |  |
| |                                         |  |  |  |  |  |  |  |  |  |  |  |  |  |  |  |
| | 4. Felipe III của Tây Ban Nha (= 14)    |  |  |  |  |  |  |  |  |  |  |  |  |  |  |  |
| |                                         |  |  |  |  |  |  |  |  |  |  |  |  |  |  |  |
| |                                         |  |  |  |  |  |  |  |  |  |  |  |  |  |  |  |
| | 18. Maximilian II của Thánh chế La Mã   |  |  |  |  |  |  |  |  |  |  |  |  |  |  |  |
| |                                         |  |  |  |  |  |  |  |  |  |  |  |  |  |  |  |
| |                                         |  |  |  |  |  |  |  |  |  |  |  |  |  |  |  |
| | 9. Anna của Áo (= 29)                   |  |  |  |  |  |  |  |  |  |  |  |  |  |  |  |
| |                                         |  |  |  |  |  |  |  |  |  |  |  |  |  |  |  |
| |                                         |  |  |  |  |  |  |  |  |  |  |  |  |  |  |  |
| | 19. María của Tây Ban Nha               |  |  |  |  |  |  |  |  |  |  |  |  |  |  |  |
| |                                         |  |  |  |  |  |  |  |  |  |  |  |  |  |  |  |
| |                                         |  |  |  |  |  |  |  |  |  |  |  |  |  |  |  |
| | 2. Felipe IV của Tây Ban Nha            |  |  |  |  |  |  |  |  |  |  |  |  |  |  |  |
| |                                         |  |  |  |  |  |  |  |  |  |  |  |  |  |  |  |
| |                                         |  |  |  |  |  |  |  |  |  |  |  |  |  |  |  |
| | 20. Ferdinand I của Thánh chế La Mã     |  |  |  |  |  |  |  |  |  |  |  |  |  |  |  |
| |                                         |  |  |  |  |  |  |  |  |  |  |  |  |  |  |  |
| |                                         |  |  |  |  |  |  |  |  |  |  |  |  |  |  |  |
| | 10. Karl II của Nội Áo (= 24, 30)       |  |  |  |  |  |  |  |  |  |  |  |  |  |  |  |
| |                                         |  |  |  |  |  |  |  |  |  |  |  |  |  |  |  |
| |                                         |  |  |  |  |  |  |  |  |  |  |  |  |  |  |  |
| | 21. Anna của Bohemia và Hungary         |  |  |  |  |  |  |  |  |  |  |  |  |  |  |  |
| |                                         |  |  |  |  |  |  |  |  |  |  |  |  |  |  |  |
| |                                         |  |  |  |  |  |  |  |  |  |  |  |  |  |  |  |
| | 5. Margarete của Áo (= 15)              |  |  |  |  |  |  |  |  |  |  |  |  |  |  |  |
| |                                         |  |  |  |  |  |  |  |  |  |  |  |  |  |  |  |
| |                                         |  |  |  |  |  |  |  |  |  |  |  |  |  |  |  |
| | 22. Albrecht V xứ Bayern                |  |  |  |  |  |  |  |  |  |  |  |  |  |  |  |
| |                                         |  |  |  |  |  |  |  |  |  |  |  |  |  |  |  |
| |                                         |  |  |  |  |  |  |  |  |  |  |  |  |  |  |  |
| | 11. Maria Anna xứ Bayern (= 25, 31)     |  |  |  |  |  |  |  |  |  |  |  |  |  |  |  |
| |                                         |  |  |  |  |  |  |  |  |  |  |  |  |  |  |  |
| |                                         |  |  |  |  |  |  |  |  |  |  |  |  |  |  |  |
| | 23. Anna của Áo (≠ 9, 29)               |  |  |  |  |  |  |  |  |  |  |  |  |  |  |  |
| |                                         |  |  |  |  |  |  |  |  |  |  |  |  |  |  |  |
| |                                         |  |  |  |  |  |  |  |  |  |  |  |  |  |  |  |
| | 1. Margarita Teresa của Tây Ban Nha     |  |  |  |  |  |  |  |  |  |  |  |  |  |  |  |
| |                                         |  |  |  |  |  |  |  |  |  |  |  |  |  |  |  |
| |                                         |  |  |  |  |  |  |  |  |  |  |  |  |  |  |  |
| | 24. Karl II của Nội Áo (= 10, 30)       |  |  |  |  |  |  |  |  |  |  |  |  |  |  |  |
| |                                         |  |  |  |  |  |  |  |  |  |  |  |  |  |  |  |
| |                                         |  |  |  |  |  |  |  |  |  |  |  |  |  |  |  |
| | 12. Ferdinand II của Thánh chế La Mã    |  |  |  |  |  |  |  |  |  |  |  |  |  |  |  |
| |                                         |  |  |  |  |  |  |  |  |  |  |  |  |  |  |  |
| |                                         |  |  |  |  |  |  |  |  |  |  |  |  |  |  |  |
| | 25. Maria Anna xứ Bayern (= 11, 31)     |  |  |  |  |  |  |  |  |  |  |  |  |  |  |  |
| |                                         |  |  |  |  |  |  |  |  |  |  |  |  |  |  |  |
| |                                         |  |  |  |  |  |  |  |  |  |  |  |  |  |  |  |
| | 6. Ferdinand III của Thánh chế La Mã    |  |  |  |  |  |  |  |  |  |  |  |  |  |  |  |
| |                                         |  |  |  |  |  |  |  |  |  |  |  |  |  |  |  |
| |                                         |  |  |  |  |  |  |  |  |  |  |  |  |  |  |  |
| | 26. Wilhelm V xứ Bayern                 |  |  |  |  |  |  |  |  |  |  |  |  |  |  |  |
| |                                         |  |  |  |  |  |  |  |  |  |  |  |  |  |  |  |
| |                                         |  |  |  |  |  |  |  |  |  |  |  |  |  |  |  |
| | 13. Maria Anna xứ Bayern (≠ 11, 25, 31) |  |  |  |  |  |  |  |  |  |  |  |  |  |  |  |
| |                                         |  |  |  |  |  |  |  |  |  |  |  |  |  |  |  |
| |                                         |  |  |  |  |  |  |  |  |  |  |  |  |  |  |  |
| | 27. Renata xứ Lothringen                |  |  |  |  |  |  |  |  |  |  |  |  |  |  |  |
| |                                         |  |  |  |  |  |  |  |  |  |  |  |  |  |  |  |
| |                                         |  |  |  |  |  |  |  |  |  |  |  |  |  |  |  |
| | 3. Maria Anna của Áo                    |  |  |  |  |  |  |  |  |  |  |  |  |  |  |  |
| |                                         |  |  |  |  |  |  |  |  |  |  |  |  |  |  |  |
| |                                         |  |  |  |  |  |  |  |  |  |  |  |  |  |  |  |
| | 28. Felipe II của Tây Ban Nha (= 8)     |  |  |  |  |  |  |  |  |  |  |  |  |  |  |  |
| |                                         |  |  |  |  |  |  |  |  |  |  |  |  |  |  |  |
| |                                         |  |  |  |  |  |  |  |  |  |  |  |  |  |  |  |
| | 14. Felipe III của Tây Ban Nha (= 4)    |  |  |  |  |  |  |  |  |  |  |  |  |  |  |  |
| |                                         |  |  |  |  |  |  |  |  |  |  |  |  |  |  |  |
| |                                         |  |  |  |  |  |  |  |  |  |  |  |  |  |  |  |
| | 29. Anna của Áo (= 9)                   |  |  |  |  |  |  |  |  |  |  |  |  |  |  |  |
| |                                         |  |  |  |  |  |  |  |  |  |  |  |  |  |  |  |
| |                                         |  |  |  |  |  |  |  |  |  |  |  |  |  |  |  |
| | 7. María Ana của Tây Ban Nha            |  |  |  |  |  |  |  |  |  |  |  |  |  |  |  |
| |                                         |  |  |  |  |  |  |  |  |  |  |  |  |  |  |  |
| |                                         |  |  |  |  |  |  |  |  |  |  |  |  |  |  |  |
| | 30. Karl II của Nội Áo (= 10, 24)       |  |  |  |  |  |  |  |  |  |  |  |  |  |  |  |
| |                                         |  |  |  |  |  |  |  |  |  |  |  |  |  |  |  |
| |                                         |  |  |  |  |  |  |  |  |  |  |  |  |  |  |  |
| | 15. Margarete của Áo (= 5)              |  |  |  |  |  |  |  |  |  |  |  |  |  |  |  |
| |                                         |  |  |  |  |  |  |  |  |  |  |  |  |  |  |  |
| |                                         |  |  |  |  |  |  |  |  |  |  |  |  |  |  |  |
| | 31. Maria Anna xứ Bayern (= 11, 25)     |  |  |  |  |  |  |  |  |  |  |  |  |  |  |  |
| |                                         |  |  |  |  |  |  |  |  |  |  |  |  |  |  |  |
| |                                         |  |  |  |  |  |  |  |  |  |  |  |  |  |  |  |